# Dominique de La Rochefoucauld

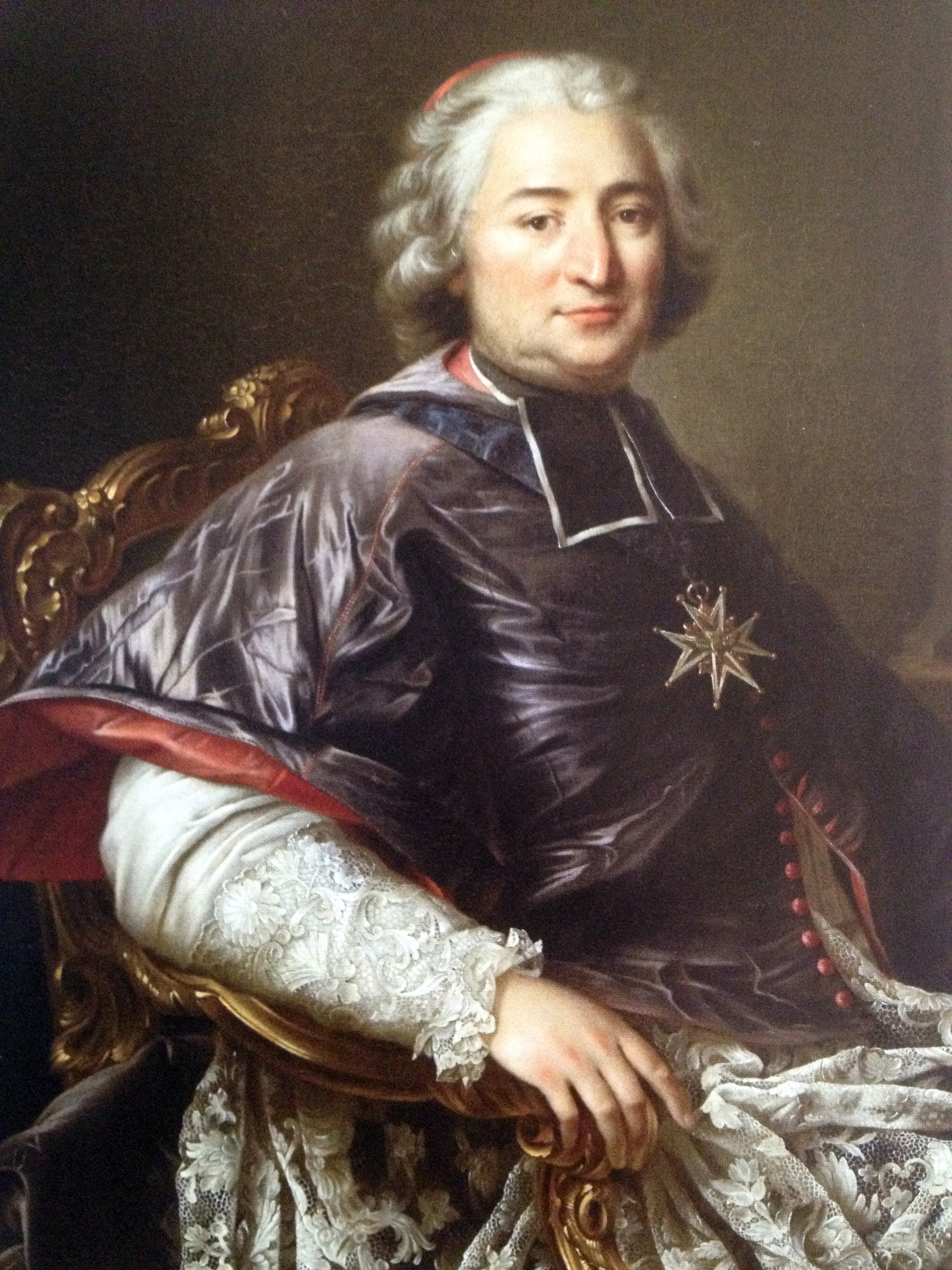
Kardinal Dominique de La Rochefoucauld

Dominique de La Rochefoucauld (* 26. September 1712 in Saint-Chély-d’Apcher, Département Lozère; † 23. September 1800 in Münster) war ein französischer Bischof.

## Leben
Dominique de La Rochefoucauld entstammte einer Seitenlinie des Adelsgeschlechts der  La Rochefoucauld. Er wurde im Zentralmassiv geboren und wuchs auf der Burg Saint-Ilpize am Ufer des Allier auf. Sein entfernter Verwandter Kardinal Frédéric-Jérôme de la Rochefoucauld de Roye nahm sich seiner an und förderte seine Ausbildung als Theologe, die er 1739 in Paris mit der Promotion abschloss. Am 1. Mai 1747 wurde er im Alter von 34 Jahren Erzbischof von Albi, 1757 zusätzlich bis 1790 Abt von Cluny (als Nachfolger seines verstorbenen Förderers). Am 25. April 1759 wurde er vom König zum Erzbischof von Rouen ernannt und im Juni eingesetzt. Am 1. Juni 1778 wurde er in den Kardinalsstand erhoben. 1780 und 1782 war er Präsident der Association du Clergé. König Ludwig XVI. schätzte ihn. Bei den Generalständen von 1789 war er Vorsitzender der Klerikerkammer. Da er sich der Französischen Revolution nicht beugen wollte, ging er im September 1792 im Alter von 80 Jahren ins Exil, zuerst nach Maastricht und Brüssel, im Juli 1794 nach Münster. Dort lebte er als Haupt eines Kreises weiterer französischer Bischöfe und Priester seiner Diözese hochangesehen bis 1800.
Er starb im Alter von 87 Jahren, nur drei Tage vor seinem 88. Geburtstag. Ursprünglich in der Kathedrale von Münster bestattet, wurden seine sterblichen Überreste 1875 nach Frankreich überführt und in der Kathedrale Notre-Dame de Rouen beigesetzt.